# مخطط هيكين آشي
هيكين آشي (Heikin-Ashi) هو مؤشر تداول ياباني يعني «متوسط نسبة التقدم». تشبه مخططات هيكين آشي مخططات الشموع، ولكنها تتمتع بمظهر أكثر سلاسة لأنها تتبع مجموعة من حركات الأسعار، بدلاً من تتبع كل حركة سعرية كما هو الحال مع الشموع اليابانية. تم إنشاء هيكين آشي في القرن الثامن عشر بواسطة هوما مونهيسا، الذي أنشأ أيضًا مخطط الشموع. يستخدم التجار والمستثمرون هذه الرسوم البيانية للمساعدة في تحديد حركات الأسعار والتنبؤ بها.

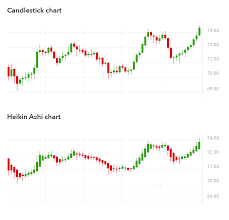
الفرق بين مخطط الشموع التقليدي ومخطط هيكين آشي

مثل الشموع القياسية، تحتوي شمعة هيكين آشي على جسم وفتيل، ومع ذلك، فليس لها نفس الغرض كما هو الحال في مخطط الشموع. يتم حساب السعر الأخير لشمعة هيكين آشي من خلال متوسط السعر للشريط الحالي أو الإطار الزمني (على سبيل المثال، سيكون للإطار الزمني اليومي أن يمثل كل شريط تحركات الأسعار في ذلك اليوم المحدد). يتم حساب معادلة آخر سعر لشريط أو شمعة هيكين آشي من خلال: سعر (الافتتاح + الأعلى + الأدنى + الإغلاق) {\displaystyle \div } 4. يبدأ فتح هيكين آشي من منتصف الشمعة السابقة؛ يتم حسابه من خلال: (افتتاح الشريط السابق + إغلاق الشريط السابق) {\displaystyle \div } 2. يتم تمثيل نقاط السعر الأعلى والأدنى بالفتائل بشكل مشابه للشموع.
الغرض الرئيسي من مخطط هيكين آشي هو إظهار الاتجاه العام للسعر (اتجاه السعر) وقوة كل اتجاه؛ يتم تمثيلها بالفتائل: خطوط صغيرة تمتد من الجسم الرئيسي للشمعة. تشير سلسلة الشموع التي ترتفع بدون فتيل سفلي إلى اتجاه صعودي قوي، والعكس صحيح مع سقوط الشموع بدون فتيل علوي. تشير الدوجي إلى تغيير محتمل في اتجاه السعر.

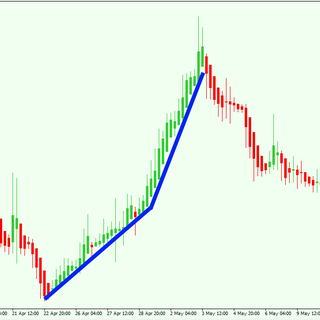
يظهر الاتجاه ونزعة السعر

يقترن هيكين آشي عادةً بمؤشرات أخرى للإشارة إلى مراكز الشراء (الشراء) والبيع (البيع).